# ルネ・ド・ジラルダン
ルネ・ル・ド・ジラルダン （1735年2月25日 – 1808年、René de Girardin, ルネ＝ルイ・ド・ジラルダン）ヴォーヴォーの侯爵は、ジャン=ジャック・ルソーの最後の使徒で彼はエルムノンヴィル（Ermenonville）にフランス最初の風景式庭園を、ルソーのイデーに触発され作庭。また著書『De la composition des paysages』を刊行し（1777年）、フランスの近代的な庭園のスタイルに強く影響を及ぼした。 

## 人物
ジラルダンは、旧フィレンツェの Gherardini家からの出自で1762年にはボーヴォーの侯爵の称号と母方の富を継承（彼女はルイ15世の主任徴税人、レネアットの娘）。  遺産は30万livresあり、エルムノンヴィルの800ヘクタール (2,000エーカー)の敷地などの土地は一年で約10万livres収入をもたらした。 
ジラルダンはルイ15世時に軍の将校となり、7年戦争が終わるまで奉職。その後軍を去り、ルネヴィルに渡り、そこでスタニスワフ・レシチニスキ率いるポーランド裁判所に入所。 
1761年に彼はロレーヌというCécileBrigitteAdélaideBerthelot、 maréchal des camps et armées camps etarméesの娘と結婚し、4人の息子と2人の娘を授かった。  長男、 CécileStanislas-Xavier （1762年生まれ）は、スタニスラス王の祖であり、フランス革命の間に重要な政治家となり、1791年から1792年までフランス国民議会のメンバーとなる。 
王立劇場がジャック・ルソーの思想を嘲笑する演劇を発表した後、ポーランド法廷を去る。  彼は3年ほど、ストウ庭園などを見にイタリア、スイス、ドイツ、イギリスを旅した。彼はストウはあまり好みではなかった、それは様々なスタイルのコレクション庭園で自然に反すると感じていた。一方でイギリスの詩人William Shenstoneの庭園The Leasowesを大いに賞賛した。 

## エルムノンヴィル（Ermenonville）の庭

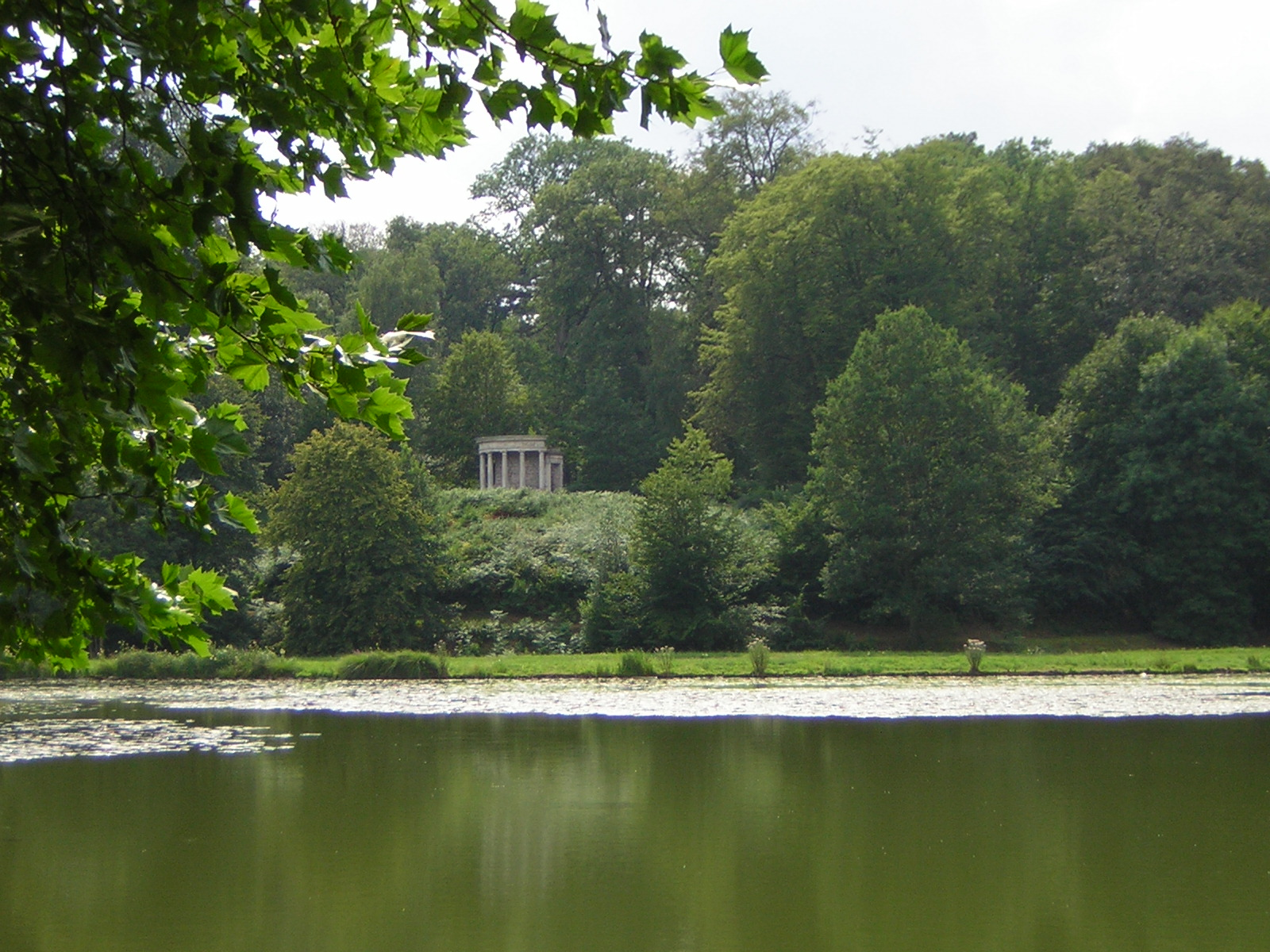
1764年創設のエルムノンヴィル彼の庭 – 1776

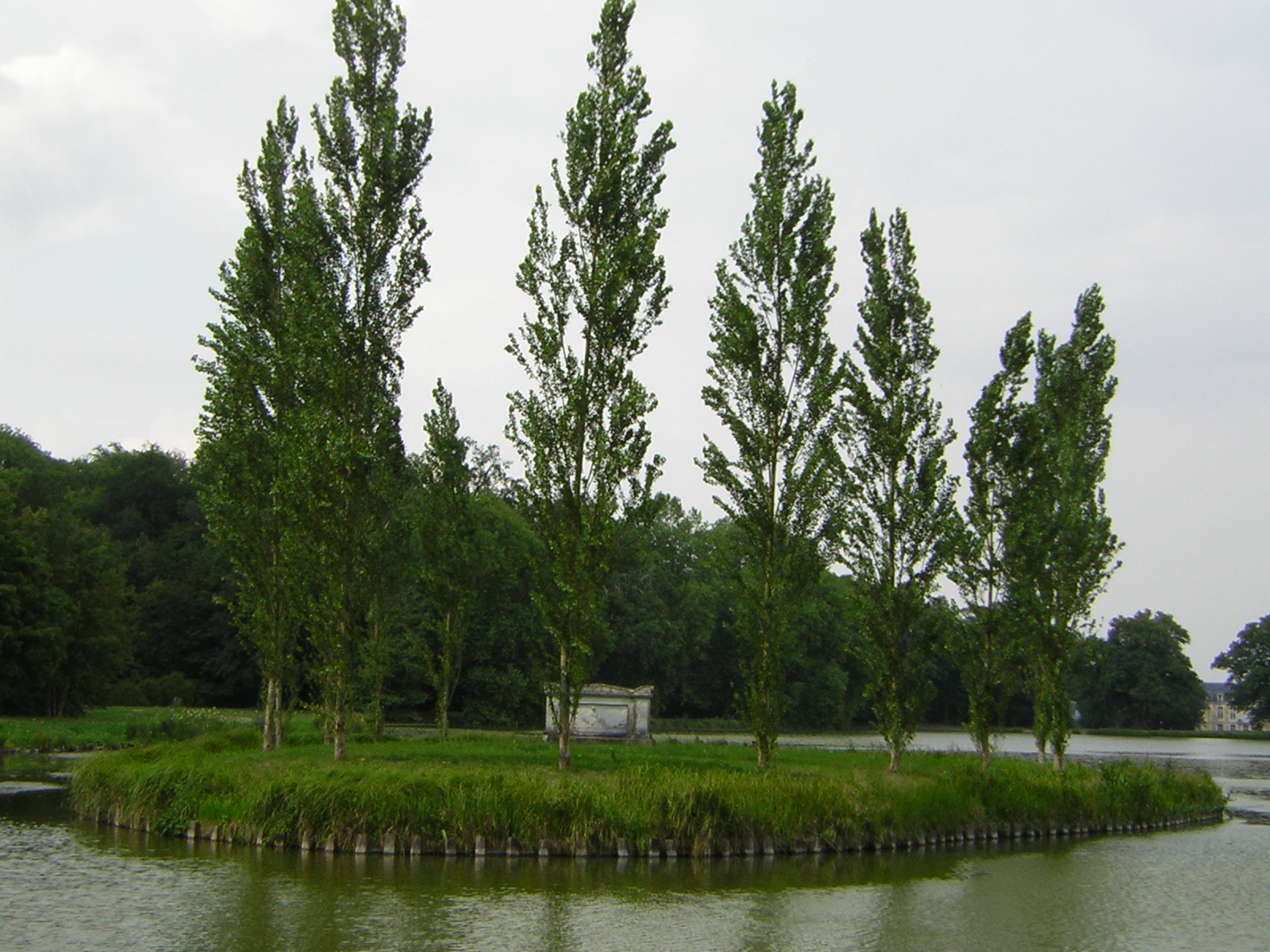
エルムノンヴィル内のジャン・ジャック・ルソーの墓

1762年にエルムノンヴィルに定住し、自然の中の人間の場所についての彼の哲学的および社会的な考えを説くために新しい庭園をデザインし始めた。庭園は小さな川、Aunetteに沿ってレイアウトされ、自然によって生い茂った一連の池を設け、哲学の神殿のような象徴的な建築物で装された理想的な自然を示して構成した。知識の探求が決して完全ではないということを示すため、未完成のままにした。 
この仕事を手伝ってもらうためにイギリスから100人の労働者とスコットランドの庭師を連れて行き、自身が望む像の絵も多く描いた。Hubert ロバートもエルムノンヴィルに来て、手伝っていた。  ロバートは、ルソーの慰霊碑とおそらく哲学の神殿を手掛けた建築家とみられている。  庭園は1776年までに大部分のレイアウトが出来上がった。 

## ルソー
ジラルダンは長い間ルソーの作品を賞賛していた。彼はルソーの原則に従い、L'エミール で育ち、ルソーのルネサスの曲をスピネットで演奏する息子とともにパリのルソーを訪問。 
公園の一部は手を付けずLe Desertと呼ばれ、  Girardinは、ルソーの小説にジュリーの「エリゼ」をモデルにした、ラヌーヴェルエロイーズにおけるルソーのために家を建てるために始めた。ルソーは1778年5月に庭園を訪れて魅了され、岩に囲まれた茅葺き屋根の小さなコテージに泊まった。これはルソーの小説からジラルダンによって構成された設定である。ルソーは1778年7月に亡くなるまでコテージに宿泊した。おそらくHubert ロバートによって設計され、Jacques-Philippe Le Sueurによって彫刻されたルソーのための墓が制作され、その墓や庭は、ルソーの賛美者のための巡礼の目的地となった。賛美者はオーストリアのヨーゼフII 、王グスタフ3世 (スウェーデン王 、のちの皇帝ロシアのポールI 、 ベンジャミン・フランクリン 、 トーマス・ジェファーソン 、 ジョルジュ・ダントン 、 マクシミリアン・ロベスピエール 、 フランソワ＝ルネ・ド・シャトーブリアン 、王妃マリー・アントワネット ナポレオン・ボナパルト など。  1794年10月11日、彼の遺体は除され、パリのヴォルテール遺跡近くパンテオンで再収容される。 
亡くなったとき彼は『 Les Confessions』と『LesRêveriesdu promeneur solitaire』を含む最重要作品の原稿をエルムノンヴィルに残した。  ジラルダンとルソーと他の2人の友人は1780年から1782年の間にジュネーブで出版された彼の作品の完全版を用意した。この新版はフランス革命に至るまでの数年間にルソーの考えをフランス中に広めることに大いに貢献した。

## フランス革命
ジラルダンは急進的な政治思想を持っていた。  1777年から1780年間に、彼は王政征服者最後の首相であるベルティエに対する訴訟を起こした。彼は王族の徴税人を「農民の抑圧者そして国の壊疽の創造者」と呼んだ。   抗議運動として、1787年に彼は自分の公園への入り口を貴方の狩人たちから遮断。 このために彼はフランスのマーシャル評議会に呼ばれて叱責され、このため逮捕されないようにイギリスとベルギーへ任されることになった。 
ジラルダンは1789年の革命後にフランスに戻る。彼はルソーの考えを支持する政党に入り、代表議会を望んだ。彼は1790年にヤコビンス党の党員になる。 
翌年、彼は王立軍の廃止と市民の民兵による置換を提案するパンフレットを発行。別に発行したパンフレットにはすべての法律が公衆から承認されることを求めたが、彼はパリのシャン・ド・マルス公園で1791年7月17日に起きた虐殺劇によって政治に幻滅。彼は政治界を去り、遺産であるエルムノンヴィルの地に引越した。 
1792年に自身と妻は逮捕され、1794年9月まで、彼らの子供たちも投獄された。住処と庭園は杭打ちされ、このときにルソーの遺灰がエルメノンヴィルの庭園からパリのパンテオンに移された。  エルムノンヴィル村人の行動に幻滅したジラルダンは、Vernouilletの家に移って隠居、そこに移ってから『De la composition des paysages』を再出版した。1805年にはそこに小さな庭を設け、1808年に逝去した。

## 風景式庭園
ガーデニングに関する教科書『De la composition des paysages』（風景の構成について）は1777年に出版され、その後ルネルイ・ジラルダン（RenéLouis Gerardin）という名前で1805年に再発行された。本の巻末に、彼は庭の目的についての見解を記載した： 
| 「 | 私たちの感覚に対する、そして私たちの魂への結果としての風景の力の。 | 」 |

「景の構成は、国の道徳的原則の更新への道を開くことができる」と著した。最後の章には「あなたは真の幸福を実現したい場合のみに該当すると長期的な効果を持つことになりますので、あなたは常に、最も簡単な手段と自然のものに最も近いアレンジを求めなければならない。」 
庭園は絵画のような一連のシーンで構成されるべきだと述べていた。それぞれが感情的な効をもたらすために異なる視点から、そして異なる時間帯でももたらせるようにシーンごとに設計されており、いくつかのシーンは孤独を呼び起こす、ある人は牧歌的な生活の喜び、ある人は調和と無邪気の理想を呼び覚ます。これらのシーンは驚くべきことに、「一連の異なる景色を見ながら、庭を通る曲がりくねった道をたどることによって発見されるでしょう」   彼はこの庭を作るという考えを、農民が自身の土地を所有する新しい農村社会組織のそれと結びつかせたのである。